# Энтолома собираемая
Энтолома собираемая (лат. Entoloma conferendum) — вид грибов, входящий в род энтолома (Entoloma) семейства энтоломовые (Entolomataceae).
Синонимы:
- Agaricus conferendus Britzelm. 1882basionym
- Agaricus dissidens Britzelm. 1882
- Agaricus postumus Britzelm. 1882
- Entoloma conferendum var. platyphyllum (Romagn. & J. Favre) Courtec. 2008
- Entoloma conferendum var. rickenii (Romagn.) Bon & Courtec. 1987
- Entoloma staurosporum (Bres.) E. Horak 1976
- Nolanea conferenda (Britzelm.) Sacc. 1887
- Nolanea dissidens (Britzelm.) Sacc. 1887
- Nolanea postuma (Britzelm.) Sacc. 1887
- Nolanea rickenii (Romagn.) Konrad & Maubl. 1948
- Nolanea staurospora Bres. 1882
- Rhodophyllus rickenii Romagn. 1932
- Rhodophyllus staurosporus (Bres.) J.E. Lange 1936
- Rhodophyllus staurosporus subsp. rickenii (Romagn.) Romagn. 1937
- Rhodophyllus staurosporus var. obscurior Romagn. 1937
- Rhodophyllus staurosporus var. platyphyllus Romagn. & J. Favre 1938
- Rhodophyllus staurosporus var. rickenii (Romagn.) Kühner & Romagn. 1953
- Rhodophyllus staurosporus var. subrugosus Romagn. 1937

## Биологическое описание
- Шляпка 2,3—5 см в диаметре, в молодом возрасте конической иои полушаровидной формы, затем раскрывается до выпуклой или плоско выпуклой, иногда со слабо заметным бугорком в центре, гигрофанная. Поверхность шляпки серо-коричневая или красно-коричневая, тёмная, блестящая, в центральной части иногда покрытая мелкими чешуйками или волоконцами. Край шляпки у молодых грибов подвёрнут.
- Мякоть очень ломкая, беловатая, с мучнистыми вкусом и запахом или без них.
- Гименофор пластинчатый, пластинки довольно частые, почти свободные от ножки, у молодых грибов беловатые, затем приобретают заметный розовый оттенок, у старых грибов красновато-коричневые.
- Ножка 2,5—8 см длиной и 0,2—0,7 см толщиной, обычно цилиндрической формы, со слегка или заметно расширенным основанием, серо-коричневого или жёлто-коричневого цвета, покрытая серыми полосками. Кольцо отсутствует.
- Споровый порошок розового цвета. Споры 8—14×7—13 мкм, разнообразной формы, чаще всего угловатые. Базидии четырёхспоровые, 25—40×10—16,5 мкм, с пряжками. Цистиды отсутствуют. Пилеипеллис — кутис, состоящий из узких цилиндрических гиф до 14 мкм толщиной[1].
- Энтолома собираемая считается ядовитым грибом.

## Ареал и экология
Энтолома собираемая широко распространена по всей Европе, встречается довольно часто. Произрастает как в горных районах, так и на низменностях.